# Magnum Bonum (musikgrupp)
Magnum Bonum är en popgrupp från Huddinge i Sverige, som fick flera listframgångar i Sverige under 1970- och 1980-talen.  Kända låtar är Skateboard (LA Run) , "Marie", "Lover Boy", "Vi vill ha mer", "Hög hatt" och "Digital panik".
Bandet bildades 1977 av Anders Sjöberg, Mats Hedström, Kim Lindholm, Lars Liström och Per Schiller. Sjöberg ersattes senare av Tommy Erblom. När sångaren, Lars Liström (1960–1983), avled i cancer fortsatte Magnum Bonum att turnera, men de delade upp ansvaret för sången sinsemellan. Gruppens genombrott skedde med låten "Skateboard" (cover av "LA Run") 1978.
Under 1980-talet anpassade sig gruppen till den då nya synthpopen. Ett exempel på detta är låten "Digital panik" som var ett måste i discjockeyernas skivsamlingar.[källa behövs]
Samtidigt som gruppen gjorde succé ute i landet under slutet av 1970-talet, bildade Thomas ”Orup” Eriksson sitt band, Intermezzo, och Huddinge fick benämningen Sveriges Liverpool i medierna.
I dag spelar Magnum Bonum på olika nostalgi-tillställningar. De är fortfarande eftertraktade hos arrangörerna. Totalt har bandet sålt över 600 000 skivor. Medlemmarna har civila arbeten vid sidan av musiken. Mats Hedström är låtskrivare och producent. Per Schiller jobbar med musik och i trävarubranschen, trummisen Dan Widegren jobbar med ljudläggning har bland annat gjort Millenniumserien. Basisten Tommy Erblom driver en bananplantage i Thailand, men bor i Huddinge under de varma årstiderna i Sverige. Ibbe Frandsen är lärare.
År 2012 samplades Magnum Bonums låt "Nu är du körd" (från skivan Bakom Spegeln) av den svenska hiphop-producenten Stress i låten "Nu é du körd", som gjordes tillsammans med Ison och Fille.
År 2013 berättade gruppen via sin officiella Facebook att de håller på att spela in ett nytt album. Nya albumet, Skott från gevär, gavs ut den 20 maj samma år.
Ishockeylaget Björklöven från Umeå har av och till sedan deras storhetstid i dåvarande Elitserien på 1980-talet använt låten ”Vi vill ha mer” som sin måljingel. Används även nu under de senaste säsongerna i Hockeyallsvenskan.

## Diskografi
- Crazy Feelings (1978)
- Bakom spegeln (1979)
- Hög hatt och låga skor (1980)
- Färghållarelorglar (1981)
- Fredlös (1982)
- MB (1996)
- Varför kan inte du ta dagens som alla andra? (2012)
- Skott från gevär (2013)
- Ett underbart liv (2018)